# Décennie 1880 aux échecs
 Chronologie des échecs - décennie 1880-1889

## Année 1880
- Premier tournoi précurseur du championnat de France d'échecs remporté par Samuel Rosenthal.

## Année 1881
- Première parution du British Chess Magazine, plus ancienne revue publiée sans interruption depuis lors.

## Année 1882
- Wilhelm Steinitz et Szymon Winawer terminent premiers au tournoi d'échecs de Vienne.
- Premier club d'échecs en Russie fondé par Mikhaïl Tchigorine.

- Plus longue série de victoires sans défaites (Wilhelm Steinitz, 25 victoires depuis 1873).

## Année 1883
- Au tournoi de Londres, Johannes Zukertort termine premier (22 victoires et 4 défaites) devant Wilhelm Steinitz (19 victoires et 7 défaites). C'est le premier tournoi où sont employées des pendules couplant deux horloges.

## Année 1884
Écosse : John Crum remporte le premier championnat d'échecs d'Ecosse.
 Écosse : Création de la Scottish Chess Association, association à but non lucratif, qui joue le rôle de fédération écossaise des échecs, jusqu'à son remplacement en 2001 par Chess Scotland.

## Année 1886
- Premier match pour le championnat du monde qui fera de Wilhelm Steinitz, par sa victoire sur Johannes Zukertort sur le score de 12½ à 7½, le premier détenteur officiel du titre.

- décès de Paul Morphy.

## Année 1888
- Naissance de José Raúl Capablanca.

## Année 1889
- Wilhelm Steinitz conserve son titre de champion du monde face à Mikhaïl Tchigorine sur le score de 10½ à 6½.

- Le tournoi d'échecs de New York voit s'opposer l'"ancien" et le "nouveau monde"[2]. Mikhaïl Tchigorine termine premier.